# Elecciones legislativas de Corea del Sur de 1960
Las elecciones legislativas de Corea del Sur de 1960 se realizaron el 29 de junio, después de la Revolución del 19 de abril que derrocó al régimen autoritario de Syngman Rhee e instauró una democracia parlamentaria bajo la presidencia de Yun Bo-seon. El resultado fue una aplastante victoria para el Partido Democrático, que había sido principal opositor al régimen de Syngman Rhee. El DP obtuvo una inmensa mayoría absoluta de 175 escaños sobre 233 en la Cámara de los Comunes y 31 de 58 escaños en el Senado. Ningún otro partido superó los 4 escaños.
Las elecciones de 1960 fueron las únicas elecciones de la Segunda República, pues el gobierno parlamentario sería derrocado por el golpe de Estado del 16 de mayo de 1961, que instauraría el primer régimen militar de Corea del Sur. Se la considera también la primera elección completamente libre y justa en la historia surcoreana hasta 1987 (sin tener en cuenta las elecciones durante la Tercera República, consideradas medianamente libres pero condicionadas).

## Resultados

### Cámara de los Comunes
| Partido                              | Votos     | %    | Escaños | +/–   |
| ------------------------------------ | --------- | ---- | ------- | ----- |
| Partido Democrático                  | 3.786.401 | 41.7 | 175     | +96   |
| Partido Socialista de las Masas      | 541.021   | 6.0  | 4       | Nuevo |
| Partido Liberal                      | 249.960   | 2.8  | 2       | –124  |
| Partido Socialista de Corea          | 57.965    | 0.6  | 1       | Nuevo |
| Partido de la Independencia de Corea | 26.649    | 0.3  | 0       | Nuevo |
| Partido de la Unificación            | 17.293    | 0.2  | 1       | Nuevo |
| Otros partidos                       | 149.366   | 1.1  | 1       | –     |
| Independientes                       | 4.249.180 | 46.8 | 49      | –41   |
| Invalid/blank votes                  | 701.086   | –    | –       | –     |
| Total                                | 9.778.921 | 100  | 233     | 0     |
| Fuente: Nohlen et al.                |           |      |         |       |

### Senado
| Partido                         | Votos      | %    | Escaños |
| ------------------------------- | ---------- | ---- | ------- |
| Partido Democrático             | 5.491.527  | 51.4 | 31      |
| Partido Liberal                 | 658.748    | 6.1  | 4       |
| Partido Socialista de las Masas | 146.059    | 1.4  | 1       |
| Partido Socialista de Corea     | 135.160    | 1.3  | 1       |
| Otros partidos                  | 188.792    | 1.7  | 1       |
| Independientes                  | 4.067.343  | 38.1 | 20      |
| Votos en blanco/anulados        |            | –    | –       |
| Total                           | 10.682.629 | 100  | 58      |
| Fuente: Nohlen et al.           |            |      |         |